# Platysoma cornix
Platysoma cornix är en skalbaggsart som beskrevs av Sylvain Auguste de Marseul 1861. Platysoma cornix ingår i släktet Platysoma och familjen stumpbaggar. Inga underarter finns listade i Catalogue of Life.